# Rosemarie Hein

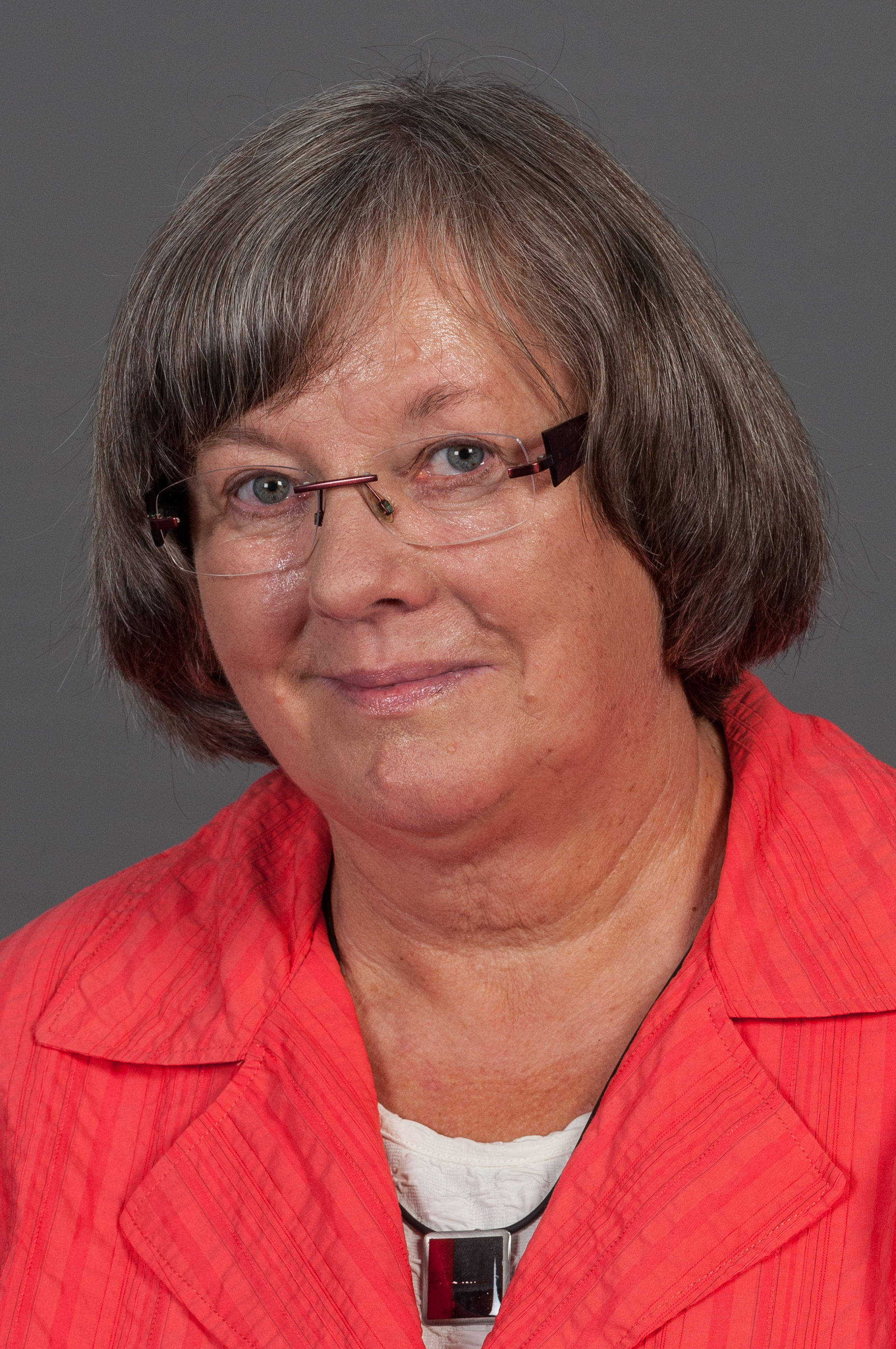
Rosemarie Hein (2014)

Rosemarie Anna Gertrud Hein (* 17. Januar 1953 in Leipzig; † 15. Februar 2025) war eine deutsche Politikerin der Partei Die Linke, von 1990 bis 2006 Mitglied des Landtags von Sachsen-Anhalt und von 2009 bis 2017 Mitglied des Deutschen Bundestags.

## Beruf und Familie
Nach dem Abitur in Hennigsdorf begann Rosemarie Hein 1971 ein Studium der Pädagogik an der damaligen Pädagogischen Hochschule Dresden, das sie 1975 als Lehrerin für die Fächer Deutsch und Kunsterziehung beendete. Danach war sie fünf Jahre an der EOS in Oschersleben tätig.
Von 1982 bis 1986 war Rosemarie Hein als Aspirantin an der Akademie für Gesellschaftswissenschaften beim ZK der SED. In dieser Zeit verfasste sie ihre Dissertation A zu dem Thema „Bildende Kunst der DDR für den Frieden der Welt: Positionen und Probleme in den siebziger und achtziger Jahren“.
Rosemarie Hein war verheiratet und hatte zwei Töchter.

## Politische Laufbahn
Rosemarie Hein trat nach diversen ehrenamtlichen Funktionen 1976 in die SED ein. Von 1980 bis 1982 arbeitete sie in der SED-Kreisleitung Oschersleben. Nach der politischen Wende wurde sie im Frühjahr 1990 zur Bezirksvorsitzenden der PDS in Magdeburg gewählt und im Sommer des gleichen Jahres zur stellvertretenden Landesvorsitzenden. Dieses Amt übte sie bis 1995 aus. Von September 1997 bis Juni 2005 war sie Landesvorsitzende der PDS in Sachsen-Anhalt. Seit Juni 2007 gehörte sie dem Parteivorstand der Partei Die Linke an.
Im Oktober 1990 wurde sie erstmals in den Landtag von Sachsen-Anhalt gewählt. Ihr politischer Schwerpunkt lag in der Bildungspolitik. Sie war Mitglied des Ausschusses für Kultur und Medien. 2006 kandidierte sie nicht mehr für den Landtag.
Im Juni 2004 wurde sie in den Magdeburger Stadtrat gewählt und engagierte sich hier hauptsächlich für die Schulpolitik der Stadt.
Bei der Bundestagswahl 2009 am 27. September 2009 wurde sie als Direktkandidatin im Bundestagswahlkreis Magdeburg (Wahlkreis 70) mit 32,0 % der Stimmen in den Deutschen Bundestag gewählt. Sie gehörte auch dem 18. Deutschen Bundestag an und war dort Mitglied im Ausschuss für Bildung, Forschung und Technikfolgenabschätzung.
Rosemarie Hein war Sprecherin für allgemeine Bildung ihrer Partei. Zuletzt gehörte sie dem Ältestenrat ihrer Partei an.